# Eloise (album av Arvingarna)
Eloise är ett studioalbum från 1993 av det svenska dansbandet Arvingarna. På Svensktoppen fick man in låtarna Eloise och Angelina, båda 1993 .

## Låtlista
1. Eloise
2. En sommar med dig
3. Vad hon inte vet
4. Sea of Love
5. Angelina
6. Det e bara jag
7. ...och hon sa
8. Wasted Days and Wasted Nights
9. Samma ensamma jag
10. Då blir det rock'n roll
11. Himlen måste gråta
12. Mayday S.O.S
13. Kom till mig
14. Min Amazon

## Listplaceringar
| Lista (1993) | Topplacering |
| ------------ | ------------ |
| Sverige      | 7 .          |